# Gewehr vz. 52
Das Gewehr vz. 52 (tschechisch: Samonabíjecí puška vzor 52, auf Deutsch Selbstladegewehr Modell 52) war das Standardgewehr der tschechoslowakischen Streitkräfte nach dem Zweiten Weltkrieg.

## Technik

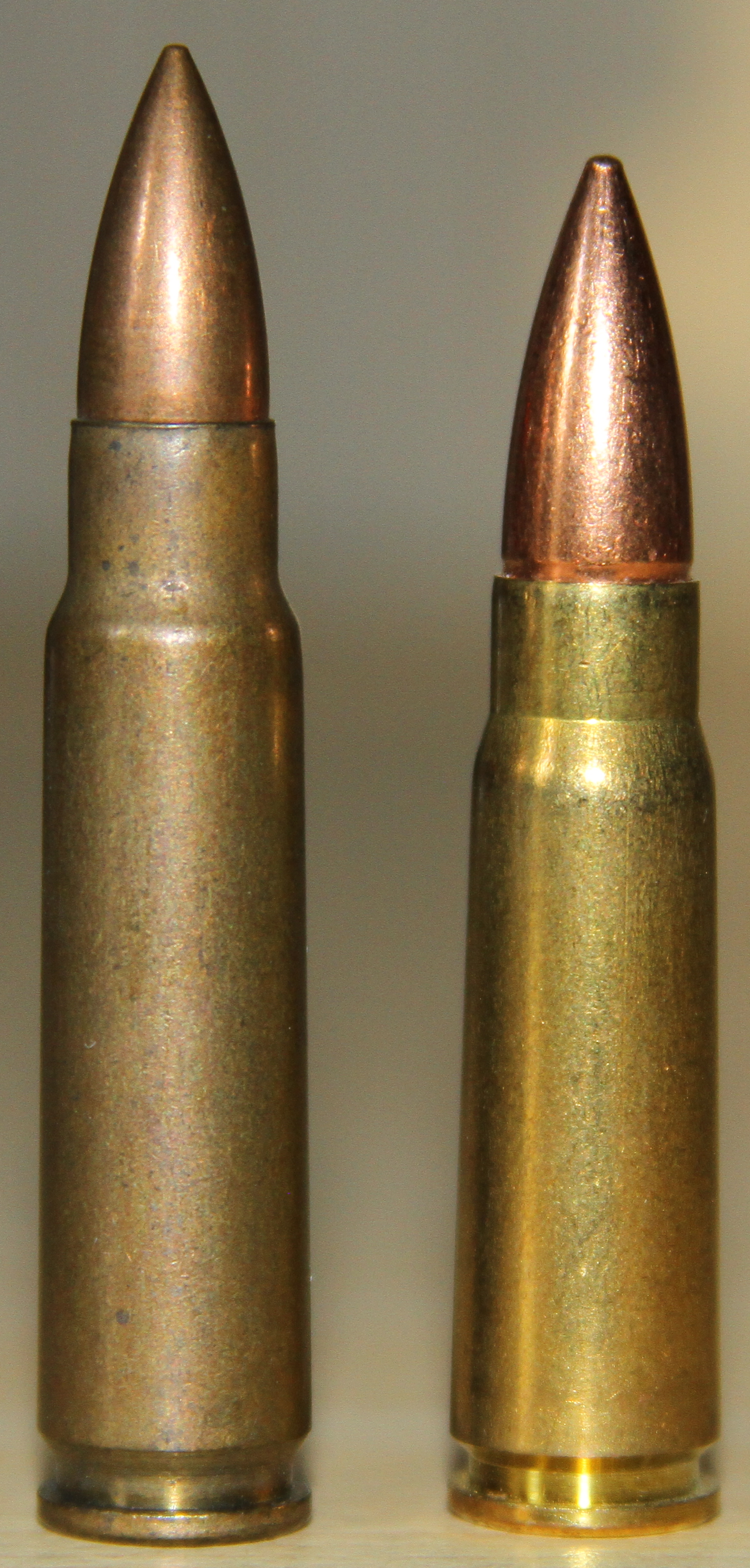
7,62 × 45 mm M 52 (links) und 7,62 × 39 mm M 43 (rechts) im Vergleich

Bei der Neuentwicklung eines Infanteriegewehres beschloss die ČSSR, keine der klassischen Gewehrpatronen aus dem letzten Krieg zu verwenden. Für den Einsatz in Schützenwaffen hatten sich diese als überdimensioniert erwiesen, eine schwächere Mittelpatrone erschien geeigneter. Das neue Gewehr war kurz und führig wie ein Karabiner, dazu entwarf man mit der Mittelpatrone im Kaliber eine eigene Munition.
In der Sowjetunion war man schon ab 1942 zur selben Erkenntnis gekommen. Als die Rote Armee schon mit dem Selbstladegewehr Simonow SKS-45 und der Kurzpatrone M 43 ausgerüstet werden konnte, verlief so unabhängig davon in der Tschechoslowakei eine gleichartige Entwicklung. Die Ergebnisse waren entsprechend ähnlich: sowohl der SKS als auch das vz. 52 waren zuverlässige Selbstlader, die robust genug waren für den Truppendienst. Die tschechische Patrone war geringfügig stärker als das sowjetische Gegenstück. Die ČSSR bestand auch als Mitglied des Warschauer Vertrages auf Eigenständigkeit bei der Konstruktion von Armeewaffen, führte aber die Standard-Munition ein. Ab 1957 wurde das tschechische Gewehr auf die sowjetische Patrone M43 umgerüstet und nun als vz. 52/57 geführt.
Bei der Konstruktion griff man Details anderer Waffen auf:
- der Gasdrucklader-Mechanismus mit kurzem Hub und ringförmigem Gaskolben wurde dem deutschen Maschinenkarabiner MKb 42 entlehnt
- die Blockverriegelung wurde so bereits in sowjetischen Gewehren wie dem SWT-40 verwendet
- die Abzugsgruppe ähnelt der des amerikanischen M1 Garand

Ebenso wie der SKS wurde das Modell jedoch bald ausgemustert, ab 1959 wurde es durch das Sturmgewehr Samopal vz. 58 ersetzt. Es wird heute noch als Paradewaffe von der tschechischen Armee und Burgwache verwendet.